# سلم متحرك

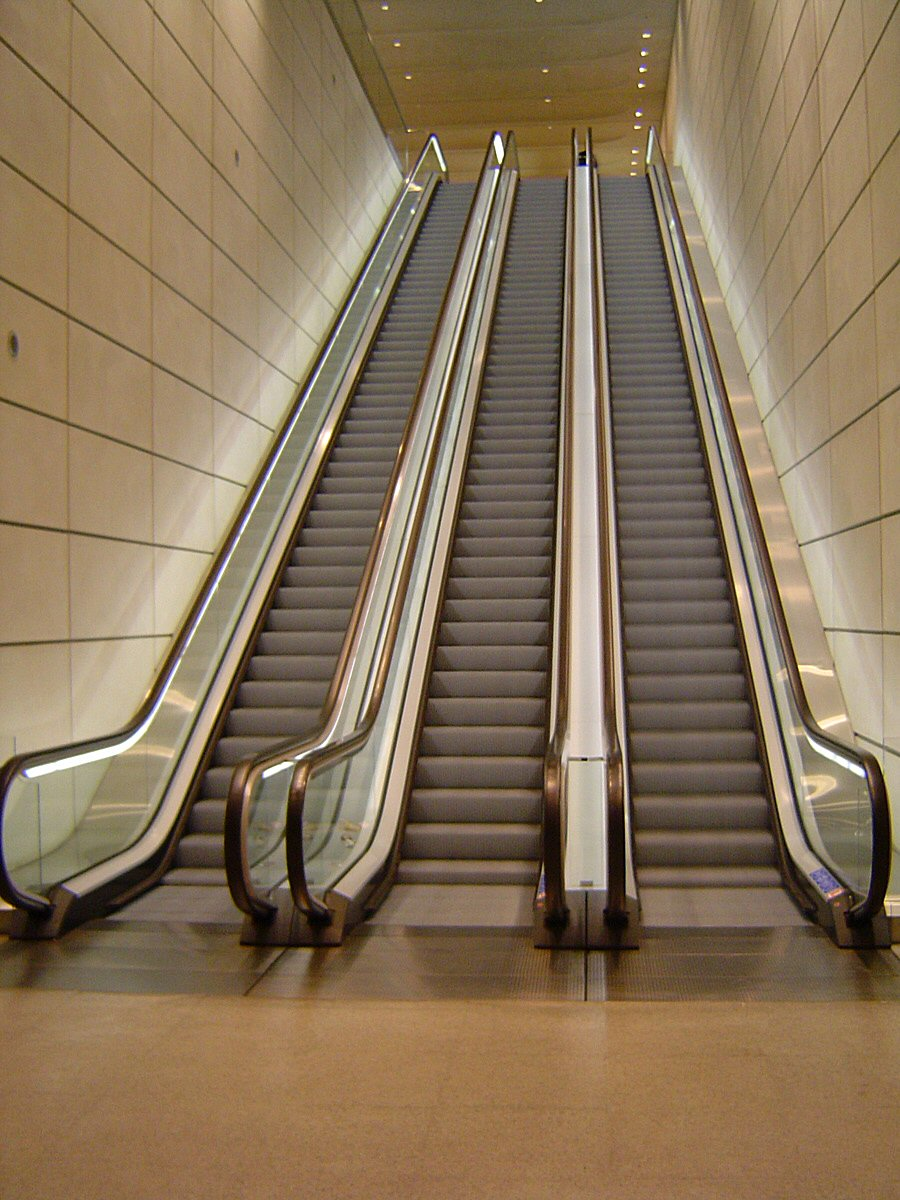
سلم متحرك في لندن

السلم أو الدرج المتحرك أو الدرج أو السلم الدوار أو الكهربائي هو درج عادةً يعمل بالكهرباء، وهو وسيلة لنقل الأشخاص، يتكون من درجات مستقلة متصلة ببعضها والتي تتحرك إلى أعلى أو أسفل على مسارات تقوم بحفظ الدرجات في وضع أفقي.
هناك أماكن يعتبر استخدام السلالم المتحركة فيها أساسياً، مثل الفنادق والمطارات ومراكز التسوق والمنشئات العامة.
للسلالم المتحركة فوائد كثيرة، حيث أنها تمتلك السعة لنقل عدد كبير من الأفراد، كما أنه من الممكن استخدامها للإرشاد نحو المخارج الأساسية أو ما شابه، ومن الممكن أن تكون مقاومة لعوامل الطقس للاستخدام الخارجي.
في عام 2004 ، تم تقدير أن الولايات المتحدة تمتلك أكثر من 30000 سلم متحرك، وأن هناك 90 مليار شخص يتم نقلهم عبر هذه السلالم كل عام.

## التاريخ

أيقونة تحذيرية غالبا ما يتم وضعها بجانب السلم المتحرك لسلامة الراكبين.

تم إسناد شهادة براءة الإختراع إلى المخترع جيسي دبليو رينو، في 15 مارس 1892. حيث يهدف الاختراع إلى تحسين تدفق حركة المرور في الأماكن العامة، وفي ذلك الوقت تم وضعه أولا في محطات المترو والمتاجر تدريجيا.
يذكر أن هناك مشروع سلم متحرك مائل  أستخدم سنة 1898 في أحد محلات هارودز في لندن.

## أرقام قياسية
حسب موسوعة غينيس للأرقام القياسية، أطول سلم متحرك هو سلم خارجي ذو أربعة أجزاء، يقع في حديقة ملاهي أوسيان بارك في مدينة هونغ كونغ. يبلغ طوله 227 متر، وارتفاعه 115 متر. في المقابل أصغر سلم متحرك يبلغ ارتفاعه 83,4 صم، ويقع في مركز أوكادايا مور التجاري في كاواساكي في اليابان.

## مقالات ذات صلة
- مصعد (آلة رفع)
- درج
- بساط متحرك
- مصاعد اوتيس
- آداب السلالم المتحركة

## روابط خارجية

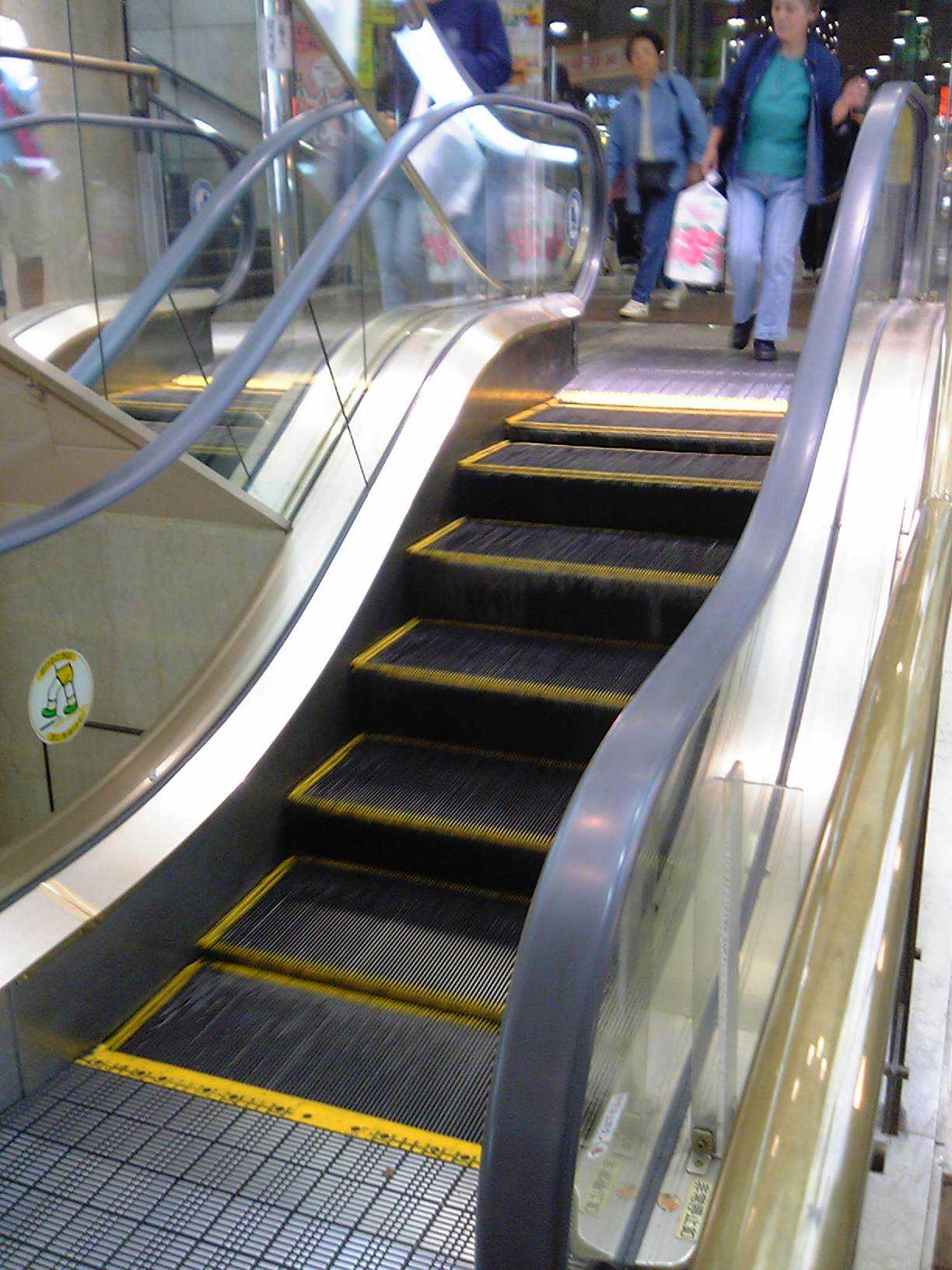
أصغر سلم متحرك في العالم، موجود في مركز تجاري ياباني

- (en) متحف السلالم المتحركة نسخة محفوظة 7 مارس 2011 على موقع واي باك مشين.